# Wolfgang Burde

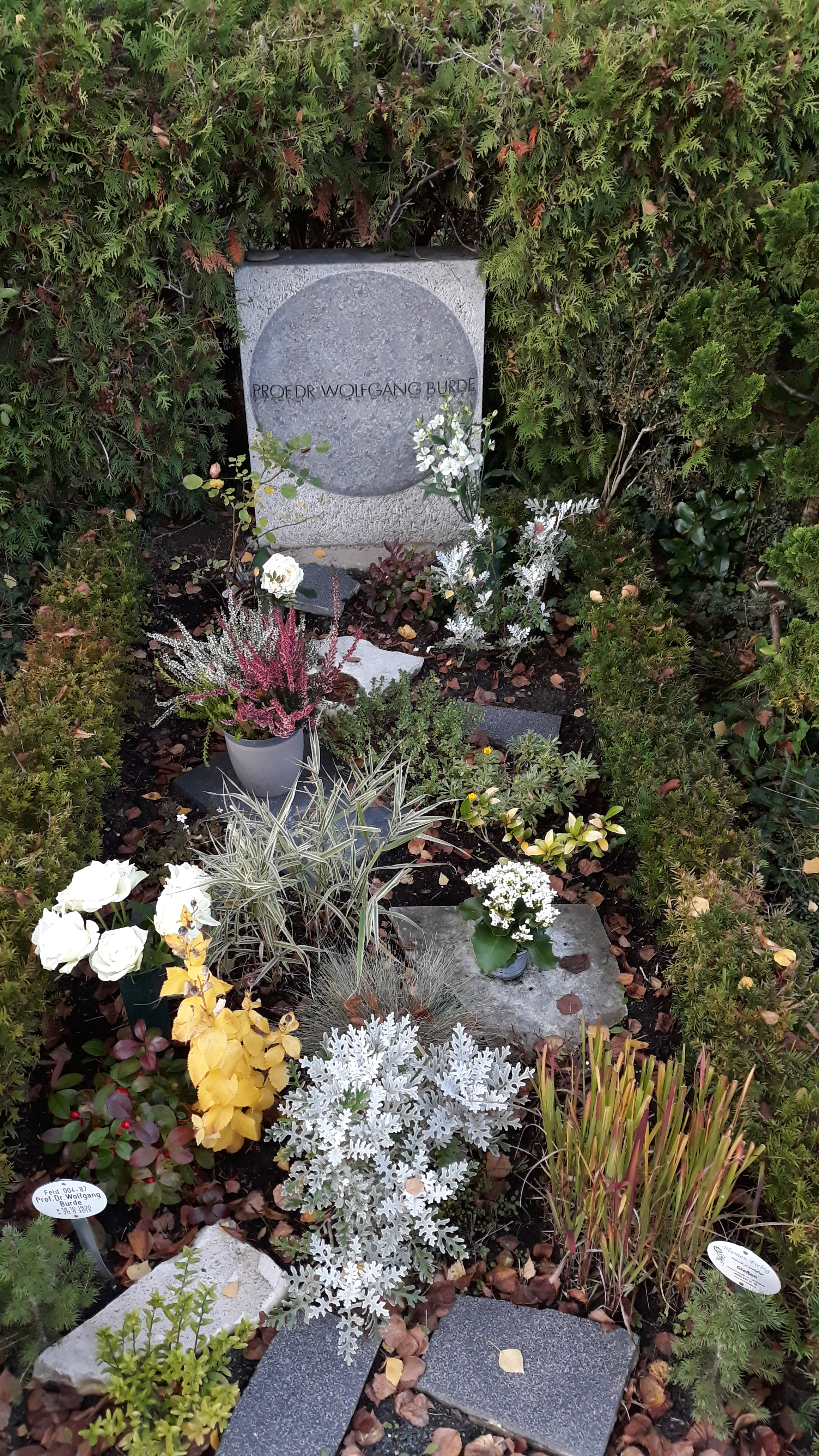
Das Grab von Wolfgang Burde auf dem Friedhof Dahlem in Berlin.

Wolfgang Burde (* 18. Oktober 1930 in Berlin; † 20. September 2013 ebd.) war ein deutscher Musikwissenschaftler, Musikpädagoge und Musikkritiker.

## Leben
Wolfgang Burde studierte zunächst Musikpädagogik in Berlin, danach Musikwissenschaft, Soziologie und Philosophie in Tübingen. Er promovierte bei Hans Heinz Stuckenschmidt mit einer Studie zu Formungsprinzipien und Formtypen von Mozarts Klaviersonaten und wurde 1969 Professor für Musikwissenschaft an der PH Berlin; seit 1981 lehrte er an der Berliner Hochschule der Künste.
Burde publizierte Arbeiten zu Problemen der Neuen Musik, zum Jazz und zu musiksoziologischen Fragen. Er war viele Jahre lang musikkritischer Mitarbeiter mehrerer Tageszeitungen (u. a. des Berliner Tagesspiegels) und bei Rundfunkanstalten. Von 1979 bis 1981 war er Chefredakteur der Neuen Zeitschrift für Musik. Er verfasste unter anderem Bücher über die Komponisten Igor Strawinsky, György Ligeti und Aribert Reimann.
Wolfgang Burde starb 2013 im Alter von 82 Jahren in Berlin. Sein Grab befindet sich auf dem Friedhof Dahlem.